# Твердотопливный котёл

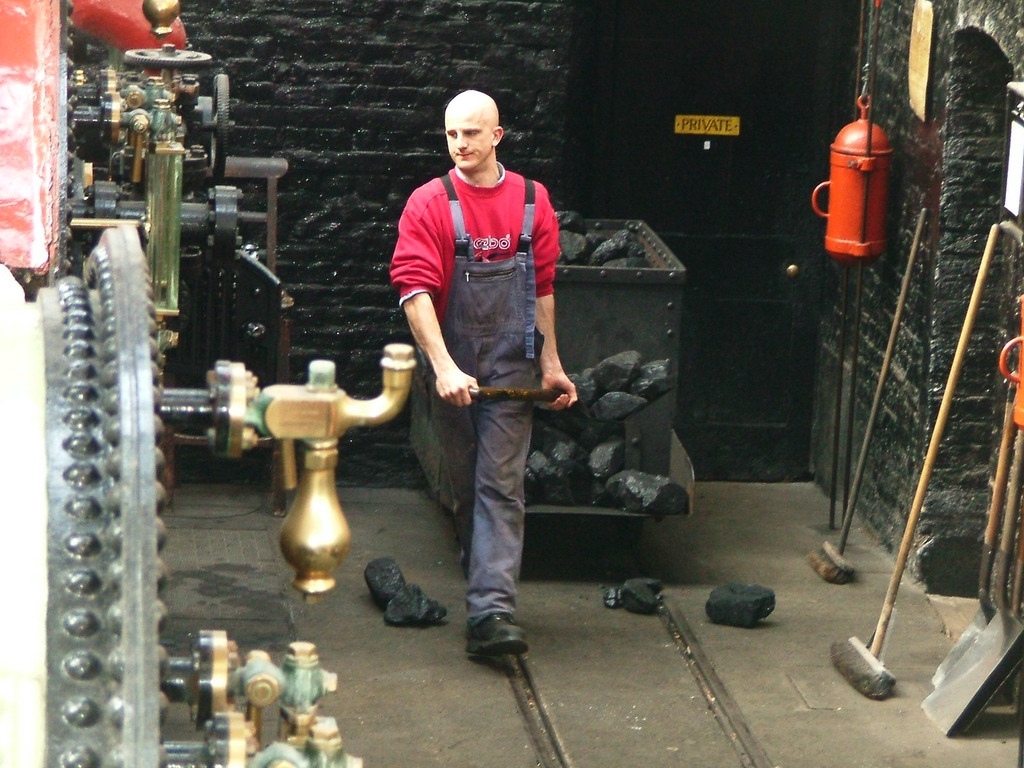
Человек, загружающий твердотопливный котёл

Твердото́пливный котёл — отопительное устройство, выполненное из стали или чугуна, которое выделяет тепловую энергию в процессе горения твёрдого топлива. В бытовых моделях подача топлива осуществляется в ручном режиме, в промышленных вариантах осуществляется автоматическая подача топлива и извлечение золы. Используется чаще всего как резервный или в местах, где нет газопровода.
В качестве топлива для твердотопливных котлов используют торф, дрова, уголь, кокс или топливные гранулы (пеллеты) — недорогую альтернативу газу и нефти. Сжигание отходов деревообработки и сельскохозяйственного производства (опилок, щепы, подсолнечной лузги) позволяет заодно решить проблему их утилизации .
Современные котлы снабжаются электронными системами управления-контроллером, хотя более дешёвые конструкции котлов управляются «вручную», что делает их энергонезависимыми и надёжными. Котлам требуется своевременная чистка от сажи и накипи. Накипь значительно уменьшает передачу тепла от стенки котла к воде, из-за чего происходит перегрев металла и в дальнейшем его повреждение. Сажа также препятствует полноценному теплообмену между продуктами горения и трубами котла, вследствие чего снижается температура воды (пара) в котле.
Многие современные твердотопливные котлы имеют достаточно высокий уровень безопасности, автоматизации и КПД. Колебания температуры теплоносителя при использовании таких котлов составляет не более 5°С.

## Механизм автоматического поддержания температуры у традиционных твердотопливных котлов
На твердотопливном котле установлен регулятор температуры, который контролирует текущую температуру воды в котле. Регулятор температуры с помощью стальной цепочки соединён с заслонкой подачи воздуха. В случаях, когда температура теплоносителя становится выше заданной на шкале регулятора, заслонка посредством регулятора автоматически прикрывается и процесс горения замедляется. Когда температура понижается, то заслонка приоткрывается.
Также в некоторых моделях типа КТГ используется возможность поддержания температуры как автоматикой так и регулятором тяги. Автоматическое управление котлом состоит из комплекта нагнетающего вентилятора + контроллера режима работы. Для этого в котле предусмотрена специальная гильза. Куда вставляется щуп снимающий показатели температуры воды водяной рубашки. Далее контроллер задает обороты и выстраивает режим работы нагнетающего вентилятора, создающего тягу в котле согласно заданной пользователем температуры и показателям температурного щупа в гильзе.
Автоматика способна увеличить горение дров на одной закладке от 1,5 до 2-х часов.

## Виды твердотопливных котлов
Твердотопливные котлы условно можно классифицировать по следующим признакам:
по типу загрузки топлива:
- ручные или засыпные — загрузка происходит ручным способом через загрузочную дверь;
- автоматические — подача топлива осуществляется специальным механизмом: шнековым или поршневым.

по типу материалу теплообменника:
- стальные;
- чугунные.

по виду используемого топлива:
- котлы на дровах — основным топливом для данных котлов являются сухие (до 20 % влажности) дрова;
- котлы на угле — основным топливом для данных котлов является ископаемый уголь;
- котлы на торфе - в качестве топлива используется торф
- пеллетные котлы — для данных котлов в качестве топлива используются топливные гранулы (пеллеты);
- котлы на смешанном топливе — в данных котлах допускается сжигание нескольких видов топлива;

по способу сгорания топлива:
- котлы с естественной тягой — в данных моделях процесс сгорания топлива контролируется термостатическим тяговым регулятором без дополнительной подачи воздуха;
- котлы с дополнительной тягой — в отличие от котлов с естественной тягой данный вид оснащен вентилятором, который дополнительно подает воздух в топку, а мощность вентилятора регулируется в зависимости от сжигаемого топлива и дымовой тяги;
- пиролизные котлы — это котлы с более сложным механизмом горения, который заключается в том, что дрова в первичной камере сгорают в низкокислородной среде и при этом выделяется горючий газ, который воспламеняется во вторичной камере;
- котлы длительного горения — в данных котлах процесс горения происходит послойно сверху вниз или только снизу, за счет чего на одной закладки топлива достигается более длительный и равномерный прогрев теплоносителя. Длительность горения некоторых современных моделей может достигать 7 суток[1]. Принцип горения «сверху вниз» также положительно сказывается и на эффективности сжигания, поскольку в активном горении находится только верхний слой.

по количеству контуров:
- одноконтурные - работают только на отопление

- двухконтурные - одновременно производят нагрев теплоносителя для обогрева и обеспечивают нагрев воды.

## Преимущества твердотопливных котлов
- доступность;
- использование нескольких видов топлива;
- невысокая стоимость топлива;
- надежность и простота конструкции;
- автономность (не требуется подключение к электрической сети и других коммуникаций);
- пиролизные котлы имеют высокий коэффициент полезного действия и большое время работы на одной загрузке.

## Недостатки твердотопливных котлов
- непродолжительное время работы на одной загрузке (порядка 2-4 часов для классических котлов,);
- необходимость постоянного обслуживания, чистки зольного ящика от продуктов сгорания;
- загрузка топлива в ручном режиме;
- инерционность процесса сгорания;
- цикличность процесса сгорания, когда при розжиге или догорании тепловая энергия практически не выделяется, а на пике выделяется в излишке;
- предварительная доставка до котла и подготовка твердого топлива перед загрузкой в камеру.
- необходимость хранения топлива (в условиях влажности не более 30%)

## Чистка твердотопливных котлов
Для чистки твердотопливных котлов используется механический способ. Очищаются от сажи и гари основные узлы котла.